# 真假女浩克
是美國超級英雄類型的網路影集《律師女浩克》的第五集，改編自漫威漫畫的角色女浩克。本集由達娜·施瓦茲編劇、阿努·瓦利亞執導，为漫威電影宇宙的系列作品之一，與漫威電影宇宙系列電影處於同一架空世界和共同世界。
塔提阿娜·瑪斯蘭尼出演「女浩克」珍妮佛·華特斯，其他演員包括喬許·塞嘉拉、賈米拉·賈米爾、金潔·岡薩加、喬恩·巴斯、格里芬·馬修斯和芮妮·愛麗絲·古思貝瑞。瓦利亞於2020年9月加入並執導其中數集。
〈真假女浩克〉於2022年9月15日在Disney+首播。

## 劇情
泰坦妮亞為一個新系列的美容產品註冊了“女浩克”的商標，「女浩克」珍妮佛·華特斯對此感到十分憤怒。上司荷登·哈勒威（Holden Holliway）警告她需要迅速處理情況，並指派她的同事梅樂莉·布克作為其律師。好友妮琪·拉莫斯（Nikki Ramos）和奧古斯都·帕格列西（Augustus Pugliese）決定為華特斯向專門製造超級英雄戰衣的高級時裝設計師路克·雅各森（Luke Jacobson）購買一套戰衣，而布克和華特斯則決定反訴泰坦妮亞，揭穿她非法利用女浩克的人氣獲利。華特斯此時發現她的約會對象之一托德·菲爾普斯（Todd Phelps）也是GLK&H的客戶，因而醒悟到可以利用交友程式的歷史來證明她在泰坦妮亞嘗試獲得商標前已被公認為女浩克。由於一眾曾經跟她約會的對像出庭作證，華特斯順利地贏得了官司，泰坦妮亞被勒令停止銷售她所有帶“女浩克”之名的產品。布克此前一直因華特斯奪走了超人類法律部主管之位而對她懷恨在心，但經過這次事件後也與她建立了初步的友誼。後來，雅各森答應為華特斯設計一套新的西裝，以便她可以隨時變身為女浩克，此時他已為另一位客戶訂製了一套戰衣。

## 製作

### 開發
2019年8月，漫威影業宣布將開發以「女浩克」珍妮佛·華特斯為主角的串流媒體平台Disney+電視劇。2020年9月，阿努·瓦利亞被聘執導其中三集。除了另一位導演凱特·寇伊若與首席編劇高揚外，執行製片人還包括漫威影業總裁凱文·費吉與執行官布拉德·溫德鮑姆，以及路易斯·德·埃斯波西托和維多利亞·阿朗素。名為「真假女浩克」（Mean, Green, and Straight Poured into These Jeans）的第五集由達娜·施瓦茲編劇，並於2022年9月15日在Disney+首播。

### 劇本
探索華特斯的約會生活對瓦利亞來說“很美好”，因為他們能夠展現出她在發現約會對象之一亞瑟（Arthur）感興趣的只是女浩克而不是自己時所感到的傷害。瓦利亞説：「現在探索的本質是：『你只喜歡我的另一面，但不是兩面都喜歡？那也是我呀！』」並承認這很難理解，因為她相信華特斯與女浩克一樣有魅力。在本集結束時，梅樂莉·布克與華特斯成為了更好的朋友。芮妮·愛麗絲·古思貝瑞認為她一開始並不尊重女浩克，然而在劇集結束時雖然二人還未成功做朋友，但華特斯已贏得了她的尊重，這令兩人能更加快地融洽相處；而古思貝瑞亦認為布克需要尊重華特斯，以“在兩人的共通點方面同情一下”。
這一集的結尾顯示路克·雅各森（Luke Jacobson）一直在為即將在第八集登埸的「夜魔俠」馬修·梅鐸製作新戰衣。瓦利亞在劇本中看到這幕時感到驚訝，並表示它“責任重大”但“非常有趣”。這一集也是沒有片尾彩蛋的第一集，瓦利亞和高揚因決定測試片尾的作用而在各集中嘗試了不同的版本，最終相信在片尾字幕前預告女浩克和夜魔俠的戰衣能達到最強的效果。

### 設計
泰坦妮亞的裝束在這一集中改成了綠色，以此來突出她試圖煩擾並惹惱華特斯。賈米拉·賈米爾表示“令人難以置信的是她認為穿綠色衣服會讓她更有可能贏得官司”。劇集中“復愁者”（Avongers）和“復瘦者”（Avingers）的商品由創作了各種漫威電影宇宙角色Twitter的設計。

### 選角
本集的主要角色包括塔提阿娜·瑪斯蘭尼飾演的「女浩克」珍妮佛·華特斯、喬許·塞嘉拉飾演的奧古斯都·「帕格」·帕格列西（Augustus "Pug" Pugliese）、賈米拉·賈米爾飾演的「泰坦妮亞」瑪麗·麥克菲藍、金潔·岡薩加飾演的妮琪·拉莫斯（Nikki Ramos）、芮妮·愛麗絲·古思貝瑞飾演的梅樂莉·布克、喬恩·巴斯飾演的托德·菲爾普斯（Todd Phelps）和格里芬·馬修斯飾演的路克·雅各森（Luke Jacobson）。其他角色包括史蒂夫·寇特（Steve Coulter）飾演的荷登·哈勒威（Holden Holliway）、尼古拉斯·奇里洛（Nicholas Cirillo）飾演的契德表弟（Cousin Ched）、大衛·奧騰加飾演的戴瑞克（Derek）、艾迪·里奧塞科（Eddy Rioseco）飾演的諾亞（Noah）、達林·通德（Darin Toonder）飾演的勞勃·瓦利斯（Robert Wallis）、飾演自己的新聞主播鮑伯·德卡斯特羅（Bob DeCastro）:26:48、米謝·庫列爾（Michel Curiel）飾演的阿瑟（Arthur）和布蘭登·史丹利（Brandon Stanley）飾演的尤金·帕蒂里奧。

### 拍攝
主體拍攝在喬治亞州亞特蘭大的三石製片廠開機。阿努·瓦利亞擔當導演，弗洛里安·巴爾豪斯擔當攝影指導:1。岡薩加和塞嘉拉本來拍攝了更多關於拉莫斯和帕格的次劇情，但最終並未出現在劇集中，瓦利亞則讚揚了這些場景中兩人之間的化學反應。

### 特效
後期特效製作公司包括數字王國、维塔数码、韋利公司（Wylie Co）、SDFX工作室、 以及 :27:55–28:18。

### 音樂
的歌曲、伊安尼·安娜史托斯-普拉士塔可斯（Yianni Anastos-Prastacos）與艾力克斯·斯特勒（Alex Strahle）和麥爾斯·埃伯哈特（Miles Eberhardt）的歌曲、蒂芬妮·皮爾斯（Tiffany Pierce）和小萊斯特利·雷納多·皮爾斯（Lestley Renaldo Pierce Jr.）的歌曲、金·霍金斯（King Hawkins）的歌曲〈Golden〉和朵薇·史堤凱的歌曲出現於本集之中:28:32。

## 市場營銷
本集中隱藏的QR碼彩蛋可以連結至漫威漫畫官網相關頁面，免費在線閱讀2004年漫畫《女浩克》第10期。本集上線之後，漫威開始在「漫威必備」（Marvel Must Haves）一站式網絡商店中出售與《律師女浩克》相關的周邊產品，包括女浩克胸針、泰坦妮亞的Funko Pop人偶和她們的服裝。此外，復仇者聯盟（Avengers）的Twitter帳戶在劇集上線後將其顯示名稱、簡介和圖標更新為。同樣地，泰坦妮亞的Twitter帳戶發布了她的“女浩克”美容產品系列廣告，劇集的熱線號碼上來自泰坦妮亞的訊息亦更新為聲稱自己持有“女浩克”的商標和熱線號碼。

## 發行
〈真假女浩克〉於2022年9月15日在Disney+首播。

## 迴響

### 觀眾收視
據衡量美國觀眾觀看電視分鐘數的《尼爾森媒體研究》調查，《律師女浩克》在2022年9月12日至18日當周以4.03億分鐘觀看量在串流媒體中排第十，比上一週下降了20.1%。

### 評價
根据評論匯總网站爛番茄汇总的18篇评论文章，72%的评论家给予本集正面评价，平均打分为6.6分（满分10分）。

## 資料來源
1. ↑  Couch, Aaron. . The Hollywood Reporter. 2019-08-23  [2019-08-23]. （原始内容存档于2019-08-23）.
2. 1 2  Parker, Ryan. . The Hollywood Reporter. 2022-05-17  [2022-05-17]. （原始内容存档于2022-05-18）.
3. ↑  Boone, John. . Entertainment Tonight（英语：Entertainment Tonight）. 2020-12-10  [2020-12-12]. （原始内容存档于2020-12-11）.
4. 1 2  Villei, Matt. . Collider. 2022-05-17  [2022-05-18]. （原始内容存档于2022-05-18）.
5. 1 2 3 4  Mitovich, Matt Webb. . TVLine. 2022-09-15  [2022-09-18]. （原始内容存档于2022-09-16）.
6. ↑  . WGAW（英语：Writers Guild of America West）.   [2022-08-06]. （原始内容存档于2022-08-06）.
7. 1 2  Davids, Brian. . The Hollywood Reporter. 2022-09-17  [2022-09-18]. （原始内容存档于2022-09-18）.
8. 1 2  Amaya, Eric. . Rotten Tomatoes. 2022-09-17  [2022-09-19]. （原始内容存档于2022-09-19）.
9. ↑  Darwish, Meaghan. . TV Insider. 2022-09-16  [2022-09-18]. （原始内容存档于2022-09-16）.
10. 1 2  Anderson, Jenna. . ComicBook.com. 2022-09-15  [2022-09-18]. （原始内容存档于2022-09-16）.
11. ↑  Carr, Mary Kate. . The A.V. Club. 2022-09-15  [2022-09-18]. （原始内容存档于2022-09-15）.
12. 1 2 3  Schwartz, Dana. . . 第1季. 第5集. 2022-09-15  [2022-09-19]. Disney+. （原始内容存档于2022-10-13）. End credits begin at 24:28.
13. ↑  Adamko, Edd; Wyno, Evan. . WABC-TV. 2022-09-27  [2022-09-28]. （原始内容存档于2022-09-28）.
14. ↑  Paz, Maggie Dela. . ComingSoon.net. 2021-04-13  [2021-04-13]. （原始内容存档于2021-04-13）.
15. ↑   (PDF). Disney Media and Entertainment Distribution. 2022-08-15  [2022-09-13]. （原始内容存档 (PDF)于2022-09-13）.
16. ↑  Mitovich, Matt Webb. . TVLine. 2022-09-19  [2022-09-19]. （原始内容存档于2022-09-19）.
17. ↑  Frei, Vincent. . Art of VFX. 2022-08-12  [2022-08-18]. （原始内容存档于2022-08-04）.
18. ↑  West, Amy. . Total Film. GamesRadar+. 2022-09-15  [2022-09-17]. （原始内容存档于2022-09-15）.
19. ↑  Paige, Rachel. . Marvel.com. 2022-09-16  [2022-09-16]. （原始内容存档于2022-09-16）.
20. ↑  Diaz, Madison. . CBR. 2022-09-17  [2022-09-18]. （原始内容存档于2022-09-18）.
21. ↑  Anderson, Jenna. . ComicBook.com. 2022-09-16  [2022-09-18]. （原始内容存档于2022-09-17）.
22. ↑  Porter, Rick. . The Hollywood Reporter. 2022-10-13  [2023-01-30]. （原始内容存档于2022-10-13）.
23. ↑  Porter, Rick. . The Hollywood Reporter. 2022-10-06  [2022-10-08]. （原始内容存档于2022-10-06）.
24. ↑  . Rotten Tomatoes. Fandango Media.

## 外部連結
- 互联网电影数据库上真假女浩克的资料（英文）
- 漫威官網提供的本集回顧 （页面存档备份，存于）